# Malaichen
Malaichen ist ein Wohnplatz auf der Gemarkung Eglofs in der Gemeinde Argenbühl im baden-württembergischen Landkreis Ravensburg.

## Geografie
Der Wohnplatz liegt im Tal der Oberen Argen, die südlich der Siedlung fließt. Sie bildet ebenso die Ländergrenze zur bayerisch-schwäbischen Gemeinde Gestratz mit deren Gemeindeteil Malleichen.

## Geschichte
Erstmals erwähnt wurde Malaichen im Jahr 1470 mit „ein gemain feldt genannt die Malachen“. Im Jahr 1522 wurde der Ort dann als Malaich erwähnt.